# Lepadella branchicola
Lepadella branchicola är en hjuldjursart som beskrevs av Hauer 1926. Lepadella branchicola ingår i släktet Lepadella och familjen Lepadellidae. Inga underarter finns listade i Catalogue of Life.